# Sylvie Bodorová

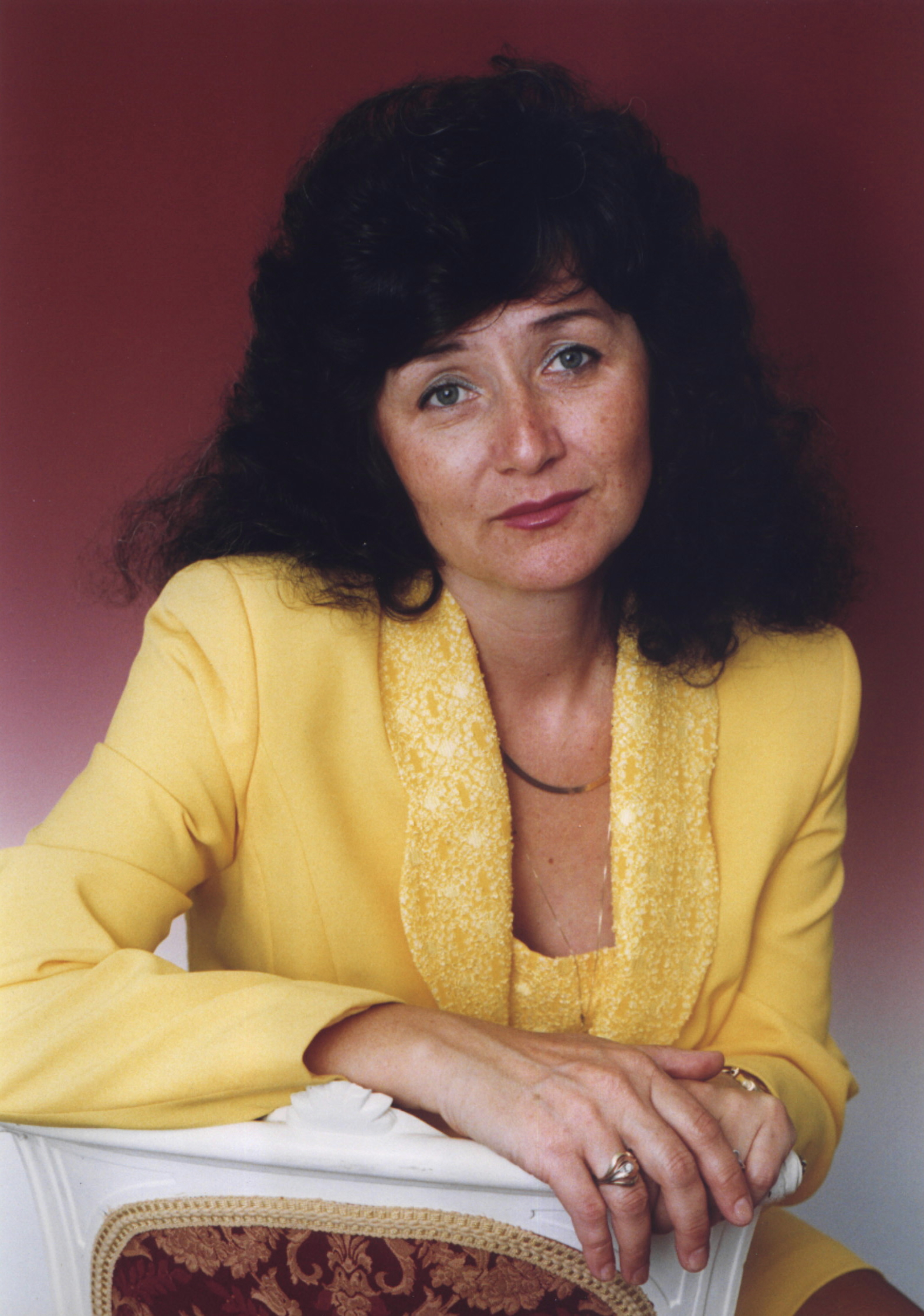
Sylvie Bodorová

Sylvie Bodorová (sinh ngày 31 tháng 12 năm 1954, České Budějovice) là một nhà soạn nhạc người Cộng hòa Séc. Trong suốt sự nghiệp trải dài từ cuối thập niên 1970 đến nay bà đã sáng tác một lượng lớn các nhạc phẩm bằng nhiều nhạc cụ, bất kể là trình diễn solo hay dàn nhạc, đồng thời được ủy nhiệm cho nhiều lễ hội và tổ chức trên khắp thế giới. Bà là người sáng lập (và người duy nhất còn sống) của nhóm nhạc cổ điển người Séc Quattro, được thành lập vào năm 1996.

## Tiểu sử
Bodorová the học ngành soạn nhạc tại Học viện âm nhạc và biểu diễn nghệ thuật Janáček (JAMU) tại Brno rồi học tiếp cao học tại khoa âm nhạc và khiêu vũ của Học viện nghệ thuật biểu diễn tại Praha. Bà tiếp tục nghiệp học vấn tại Gdańsk và trường Accademia Musicale Chigiana ở Siena (cùng giáo sư Franco Donatoni) và từ năm 1987 bà đã tham dự các khóa học sáng tác của Giáo sư Ton de Leeuw tại Amsterdam. Bà còn theo nghiệp giảng dạy tại JAMU ở Brno và tại Đại học cao đẳng–nhạc viện Cincinnati vào thập kỷ 1990, tại đây bà đã ghé thăm các giáo sư giảng dậy của khóa học 1994–95 và 1995–96. Năm 1993 bà có lần đầu tiên đặt chân đến Mỹ để nội trú trong một tuần tại Trường Mỹ thuật của Đại học Miami, Ohio. Thư viện nhạc tại Đại học Cincinnati đến nay vẫn lưu giữ một số tác phẩm nhạc đã xuất bản của Bodorová, cũng như bản sao nháp các tác phẩm của bà.
Các tác phẩm của Bodorová đã được biểu diễn tại mọi lục, thậm chí đến cả Nam Cực – nơi bà thể hiện bài "Homage to Columbus" bằng guitar vào năm 1997. Bà đã giành giải tại một số cuộc thi (Mannheim, Đài phát thanh Praha của Séc), đồng thời nhận được ủy nhiệm từ nhạc hội Warwick Festival: Megiddo - Piano Trio (2001), Terezin Ghetto Requiem - Škampa Quartet (1998), "Ama me" cho baritone và piano (1999) và Vertumnus - Brass Quintet (2005).

## Danh sách đĩa nhạc chọn lọc
- Michaela Rózsa Růžičková, Hana Dobešová, Ladislava Vondráčková (2019), / Slovak Duets/, ArcoDiva UP 0210
- Trio Clavio (2018), /Vallja e malit - Dancing Mountain/, ArcoDiva UP 0204
- Eva Garajová - Ama me (2016), /Ama me - Song Cycle, Three Psalms/, ArcoDiva UP 0184
- Eben Trio – Elegiac Stories (2012) / Prefigurations – Piano trio / ArcoDiva UP 0143
- Dana Vlachová – violin (2012) / Sine dolore for Violin and Cello, dedicated to Josef Vlach / ArcoDiva UP 0146
- Irvin Epoque – CrossOver (2012) / Babadag for Clarinet and String Quartet / ArcoDiva UP 0147
- Bohemian Music for Flute and Guitar (2012) / Fairy-Tales only for Flute and Guitar / URANIA RECORDS LDV 14006
- Prague Symphony Orchestra, Jiří Kout (2012) / Symphony No 1, Con le campane / FOK 0005
- Kateřina Englichová – Fire Dance (2009) / Mysterium druidum for Harp and Strings / ArcoDiva UP 0116
- Puella trio – Fiala Bodorová Eben (2009) / Megiddo per violino, violoncello e pianoforte / ArcoDiva UP 0114
- Štefan Margita JA RA LAJ (2009) / JA RA LAJ – Suite on folk motives and texts – 27 Slovak, Balkan and Roma songs / ArcoDiva UP 0110
- Carmina lucemburgiana (2009) / Carmina lucemburgiana for Strings "To the memory of John the Blind" / ArcoDiva UP 0113
- Quattro plays Quattro (2008) / Bern concerto, Concerto dei fiori / ArcoDiva UP 0100
- Miroslav Ambroš violin Zuzana Ambrošová piano Il virtuoso (2006) / Dža more / ArcoDiva UP 0089
- Works for Violin and Piano Jiří Gemrot Sylvie Bodorová - Concerto dei fiori per violino e pianoforte Miroslav Kubička Petr Janda Silvie Hessová – violin Daniel Wiesner - piano (2006) Cube Bohemia CBCD 2632
- Štefan Margita Tears and smiles Mikuláš Schneider-Trnavský Slovak Songs (2006) includes Sadaj, slnko, sadaj – Seven Slovak Songs / ArcoDiva UP 0084
- Gabriela Beňačková From the Heart. Mikuláš Schneider-Trnavský Slovak Songs (2006) included Sadaj, slnko, sadaj – Seven Slovak Songs / ArcoDiva UP 0001
- Never broken (2004) / Terezín Ghetto Requiem / Center Stage Records
- Juda Maccabeus (2004) ArcoDiva UP 0065
- Ronald Stevenson String Quartets– Sylvie Bodorova – Terezín Ghetto Requiem, Conciero de Estío. Nigel Cliffe - Baritone María Isabel Siewers - Guitar Martinu Quartet (Lubomír Havlak, Petr Matejak, Jan Jisa, Jitka Vlasankova) ArcoDiva UP 0052 (2003)
- Jitka Hosprova viola Rhapsody Bodorova: Gila Rome (2002) ArcoDiva UP 0043
- Prague String Quartets (2001) / Shofarot / ArcoDiva UP 0044
- A Paganini Compositions for solo violin Milstein, Kreisler, Schnittke, Ernst, Bodorova Dža more, Bach Pavel Sporcl violin (1999) ArcoDiva UP 0010
- Protokol XX – Sylvie Bodorová (1997) / Pontem video, Plankty, Dignitas homini Prague Chambre Philharmonic/ Panton
- Prague Guitar Concertos (1996) / Tre canzoni da suonare, Dona nobis lucem / Supraphon
- María Isabel Siewers Amigos (1994) / Sostar mange – Gypsy Balad for guitar / Aurophon